# 大哈里
大哈里是德国石勒苏益格－荷尔斯泰因州的一个市镇。总面积13.16平方公里，总人口545人，其中男性280人，女性265人（2011年12月31日），人口密度41人/平方公里。